# Љубав јуче и данас
 Љубав јуче и данас (хинд. लव आज कल) је индијски филм из 2009. године, снимљен у режији Имтиаз Али

## Улоге
| Глумац                | Улога                          |
| --------------------- | ------------------------------ |
| Риши Капур            | Вир Синг                       |
| Сајф Али Кан          | Џајвардан Синг / млад Вир Синг |
| Дипика Падуконе       | Мира Пандит (Викрам Џоши)      |
| Гизели Монтејро       | Харлин Каур / Синг             |
| Рахул Кана            | Викрам Џоши                    |
| Флоренс Бруденел-Брус | Џо                             |
| Раџ Зутши             | Харлинова отац                 |
| Кави Шастри           | Џат                            |
| Вир Дас               | Шонти                          |
| Коли                  |                                |